# Христо Аргиров
Христо Аргиров, известен като Чауша, е български революционер, деец на Върховния македоно-одрински комитет, воденски войвода на Вътрешната македоно-одринска революционна организация.

## Биография
Аргиров е роден в ениджевардарското село Чичегъс, днес Ставродроми, Гърция. Влиза във ВМОРО и става четник на Апостол войвода. По-късно е самостоятелен войвода във Воденско и Ениджевардарско. През лятото на 1904 година Апостол войвода и Христо Аргиров, чиято чета е съставена предимно от власи, организират нападения над патриаршисти между градовете Гевгели, Енидже Вардар и Воден и дори заплашват Негуш.
През май 1912 година навлиза в Македония в четата на Ичко Димитров, която е въоръжена от върховистката групировка на Константин Дзеков и е определен за воденски околийски войвода.
При избухването на Балканската война в 1912 година оглавява 1 отделна партизанска рота на Македоно-одринското опълчение, която действа в Берско и подпомага гръцката армия при превземането на Бер и Негуш. При избухването на Междусъюзническата война в 1913 година с цялата си чета е пленен от гърците и е държан в плен до февруари 1914 година.
След окупацията на Егейска Македония от Гърция Аргиров отново е войвода на ВМРО.
Умира в София в 1922 година.